# Îlot de Filfoletta

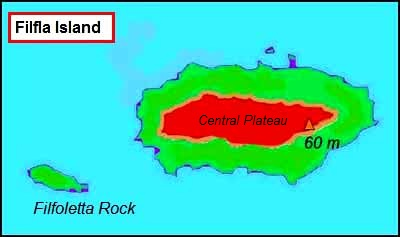
Carte

L'îlot de Filfoletta est un îlot  de l'archipel maltais situé à proximité de l'île de Filfla.

## Géographie
L'îlot de Filfoletta se trouve au sud-ouest de l'île de Malte, à environ cinq kilomètres de la côte et à une centaine de mètres de l'île de Filfla, il s'étend sur une longueur de 100 mètres et une largeur de 25 mètres.

## Faune
Une des caractéristiques de ce petit îlot est d'avoir été déclaré réserve naturelle  en 1988, avec l'ile de Filfla, pour préserver l'unique biotope au monde où vit une espèce de lézards noirâtres à taches bleu pâle, le Podarcis filfolensis var. filfolensis et une espèce d'escargots, le Sigmurethra Clausiliidae var. Lampedusa imitatrix gattoi, endémiques de l'île de Filfla et de l'îlot Filfoletta et qui ont survécu aux bombardements quand ces îles servaient de cible à l'aviation et à la marine britannique.
Ces îlots sont aussi un lieu de nichage de trois espèces oiseaux, le Pétrel ou Océanite tempête var. Hydrobates pelagicus melitensis (environ 5 000 couples), le Puffin cendré var. Calonectris diomedea diomeda (environ 200 couples) et le Goéland leucophée var. Larus michahellis (environ 130 couples).